# Grillklippan (Rödkallen)
Grillklippan is een Zweeds eiland / zandbank behorend tot de Lule-archipel. Het eiland maakt deel uit van het Rödkallens Natuurreservaat. Grillklippan ligt aan de uiterste oostgrens van de archipel. Het heeft geen oeververbinding en is onbebouwd.
Het gebied is belangrijk voor broedende en foeragerende zeevogels. De reuzenstern broedt hier, en het ligt op de trekroute van de zwarte zeekoet. Eiland en zandplaat vormen samen een Important Bird Area volgens het (op een na hoogste) criterium B van Birdlife International, maar hebben anno 2008 geen internationale beschermingsstatus. Sinds 1994 is het gebied van 2500 hectare onder de Zweedse regelgeving beschermd. Vermoedelijk door toenemende voedselrijkdom in de Botnische Golf worden sinds 1999 steeds meer zeevogels, aalscholvers en eidereenden geteld.

## Reuzenstern

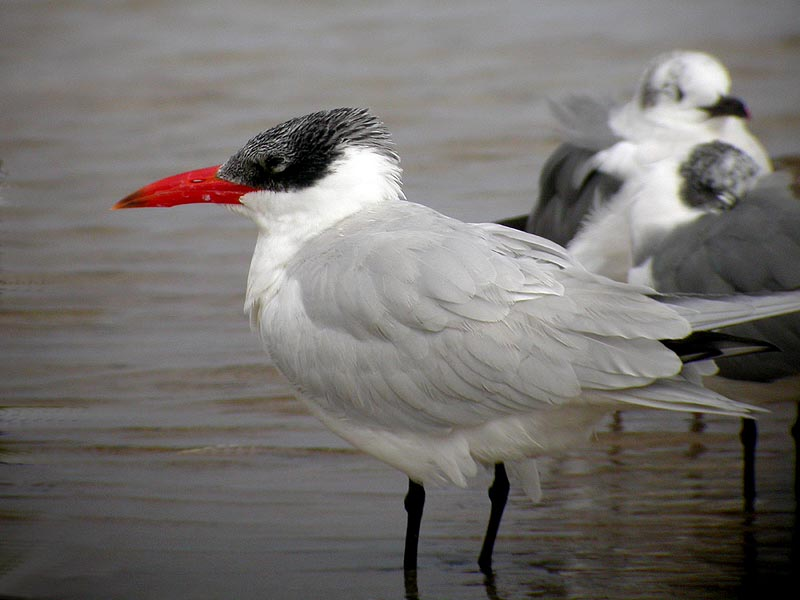
Reuzenstern

Voor 1947 kwam de reuzenstern nauwelijks voor in het noorden van de Botnische Golf, met verspreide broedparen en broedkolonies van hooguit twintig paren. In 1947 is een groep van bijna tweehonderd paren achthonderd kilometer naar het noorden getrokken om in het noordelijke waddengebied van de Golf te broeden. Aangezien de soort bij het eierleggen en in de eerste dagen van het broeden zeer gevoelig is voor onrust en dan gemakkelijk een kolonie opgeeft, wordt aangenomen dat verstoringen, mogelijk door mensen, deze migratie hebben opgewekt. In 1971 werden in de Botnische Golf 2300 paren geteld. In 1998 werden alleen al op het nietige Grillklippan 25 broedparen geteld. De reuzenstern huist in waterrijk gebied en geeft de voorkeur aan drasland met zoet water. Op Grillklippan kan hij goed gedijen, aangezien het water in het noorden van de Botnische Golf nagenoeg geen zout bevat en zelfs niet zout smaakt.